# 시범 해부
시범 해부(prosection)는 학생들에게 해부학적 구조를 보여주기 위해 숙련된 해부학자가 시체(인간 또는 동물) 또는 시체의 일부를 해부하는 것이다. 해부에서 학생들은 행동을 통해 배운다. 절개에서 학생들은 숙련된 해부학자가 수행하는 해부를 관찰하거나 숙련된 해부학자가 이미 해부한 표본을 검사하여 학습한다(어원: 라틴어 pro- "전, ~하기 전" + sectio "절단").
시범해부는 해부된 시체나 시체 부분을 다시 조립하여 검토를 위해 학생들에게 제공하는 것을 의미할 수도 있다.

## 의학에서의 사용
시범 해부는 인체 의학, 척추 지압 요법, 수의학 및 물리 치료와 같은 다양한 분야의 해부학 교육에 주로 사용된다. 시범해부는 수술 기법(예: 피부 봉합), 병리학, 생리학, 생식 의학(reproductive endocrinology and infertility) 및 동물생식학(theriogenology), 기타 주제를 가르치는 데에도 사용될 수 있다.

## 같이 보기
- 순응도 (생리학)
- 동물생식학(theriogenology)
- 해부

- 해부 (생물학) (dissection)
- 생체 해부(vivisection)